# Declan Ganley
Declan Ganley est un homme d'affaires et homme politique irlandais né le 23 juillet 1968, à Watford (Hertfordshire, Royaume-Uni), fondateur du mouvement à vocation européenne Libertas. 

## Biographie
Selon son ancienne institutrice, Declan Ganley éprouva quelques difficultés à s’adapter au système scolaire irlandais, il arrête son cursus scolaire après avoir obtenu son Leaving Certificate, examen de fin d’études secondaires. Dès l’âge de 14 ans, il manifesta un vif intérêt pour les affaires.
Après avoir quitté l’école, il travailla tout d’abord sur des sites de construction à Londres avant de trouver rapidement un emploi en tant qu'homme à tout faire dans une compagnie d’assurance. Entrepreneur, sa carrière professionnelle débute véritablement, lorsqu’il achète de l’aluminium soviétique qu’il expédie à Rotterdam via la Lettonie réalisant une plus-value importante.

## Parcours professionnel
Entrepreneur, Declan Ganley s’est investi dans de nombreux domaines où il réalisa des affaires, notamment dans  celui de la vente d’aluminium russe et dans le secteur forestier letton.
Au début des années 1990, Declan Ganley fonda Kipelova Forestry Enterprises, qui devint l’une des plus grandes entreprises d’exploitation forestière de la Fédération russe, qu’il vendit en 1997. 
De retour en Irlande, Ganley devint propriétaire du célèbre site internet de bijouterie Adornis.com, qui s’est écroulé après la chute du secteur technologique. Une interview de 2006 dans le magazine d’affaires, le CNBC, indique que la fortune de Ganley s’élèverait à 300 millions d’euros.
Ganley est actuellement PDG de Rivada Networks, société spécialisée dans les réseaux de communication publique, conçus pour être utilisés en situation  d'urgence. Ces réseaux sont capables de prendre le relais des moyens de communications traditionnels en cas de catastrophe naturelle importante. Cette technologie a permis la coordination des secours lors du passage dévastateur de l’Ouragan Katrina aux États-Unis, ce qui a valu à Declan Ganley d’être décoré par l’État de Louisiane pour « services rendus. »

## Parcours politique
Ganley est le fondateur et le président de Libertas, un mouvement ayant fait campagne pour le Non lors du référendum de 2008 sur le traité de Lisbonne en Irlande, avec le résultat que l’on connaît : le 12 juin 2008, 53,4 % des irlandais rejettent le traité de Lisbonne. L’Irlande était le seul pays européen à ratifier le traité de Lisbonne par référendum, les autres pays de l’Union préférant une ratification par voie parlementaire.
Pour entrer en vigueur, le traité de Lisbonne devait être ratifié à l’unanimité. Les gouvernements des États-membres, plutôt que d’accepter la caducité du traité à la suite du vote irlandais, décidèrent de faire revoter l’Irlande. Le traité a été accepté dans un second vote en novembre 2009,.
Declan Ganley s’oppose à cette démarche qu’il juge « antidémocratique » et décide alors d’étendre Libertas à tous les pays européens pour les élections européennes de juin 2009.

### Financement de Libertas
Certains partisans du « oui » à Lisbonne, ont cherché à remettre en cause le mode de financement de Libertas. En réponse, Libertas déclarait être financé par des dons privés, ce qui est parfaitement légal, bien que les dons dépassant une certaine somme aient été divulgués par le groupe après le référendum. D’après le groupe, Ganley et son épouse ont eux-mêmes fait un don d’environ 6 300 euros, montant maximal autorisé par la loi irlandaise.
Le 19 septembre 2008, M. Ganley s’exprima sur Today FM's (radio nationale) pour l’émission The Last Word présentée par Matt Cooper, et reconnut avoir prêté 200 000 euros à Libertas. Les prêts attribués aux groupes de campagnes lors d’élections et de référendums, tant qu’ils sont sincères, sont autorisés et légaux en Irlande.
Ganley fit savoir de son côté que « des millions d’euros ont été consacrés à la campagne pour le Oui depuis Bruxelles… pour financer le programme des élites, en Irlande. »